# Wincenty Tschirschnitz

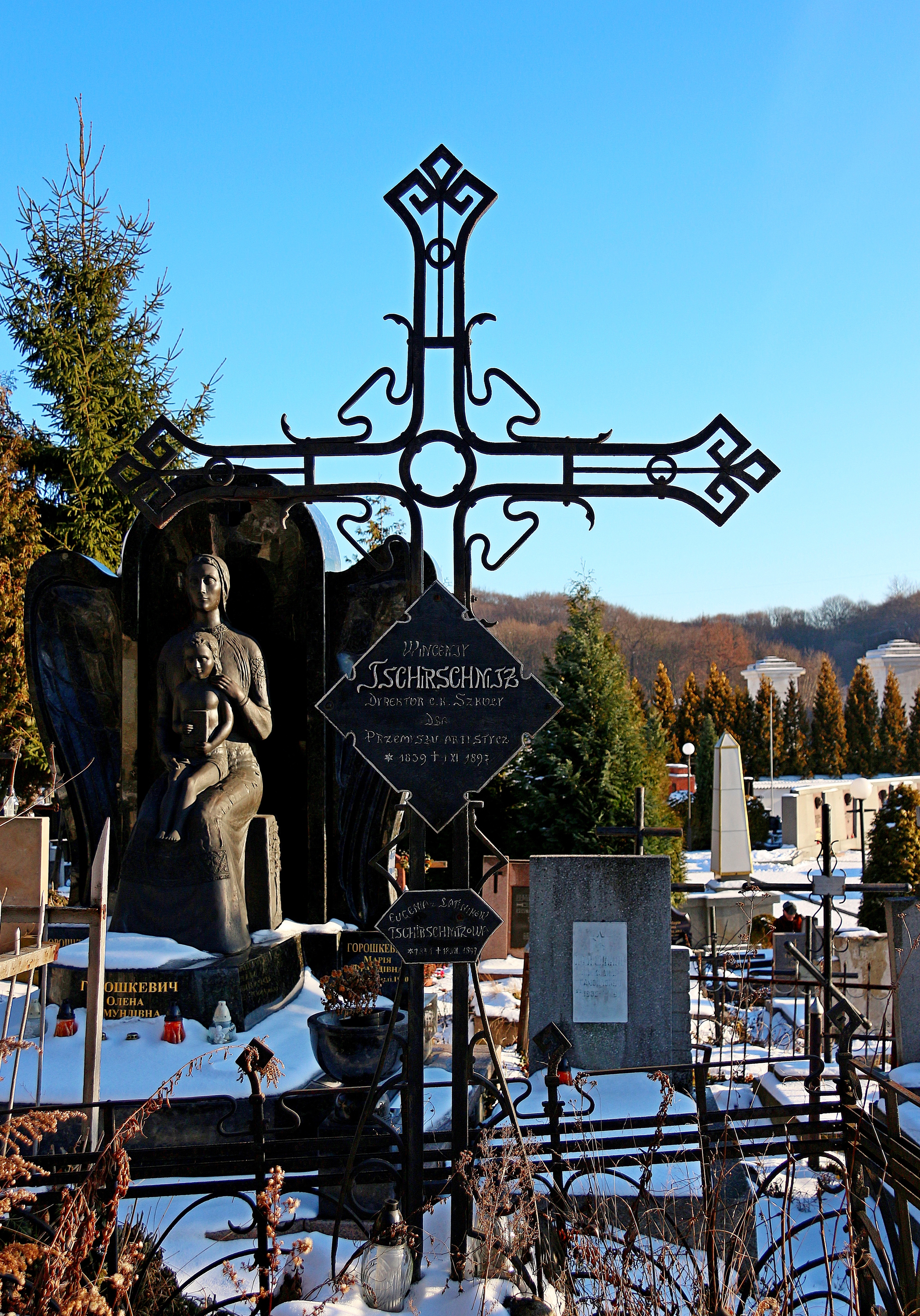

Wincenty Henryk Tschirschnitz (ur. 1839 we Lwowie, zm. 1 listopada 1897 tamże) – austriacki pedagog narodowości polskiej.
Uczęszczał do szkoły realnej przy C.k. Akademii Technicznej we Lwowie, równolegle pobierał prywatne lekcje modelowania i malarstwa. Następnie wyjechał do Wiednia, gdzie był uczniem C.k. Szkoły dla sztuki i przemysłu, które działało przy tamtejszym muzeum przemysłu. Uzyskał tam kwalifikacje uprawniające do pracy w charakterze nauczyciela rysunku w wyższych szkołach realnych. Po powrocie do Lwowa początkowo pracował w wyuczonym zawodzie, ale w 1876 otrzymał propozycję kierowania powstającą wówczas Powszechną Szkołą Przemysłową Rysunków i Modelowania. W 1887 awansował na stanowisko dyrektora, a od 1891 został równolegle kierownikiem działu artystycznego. Po śmierci Wincentego Tschirschnitza ustanowiono stypendium jego imienia dla zdolnych uczniów Szkoły Przemysłowej, którzy pochodzili z niezamożnych domów.